# FN P90
FN P90（ファブリックナショナル プロジェクト ナインティー）は、ベルギーのFN社が開発したPDWである。短機関銃の一種ともされる。
人間工学に基づいた設計が行われている。

## 概要

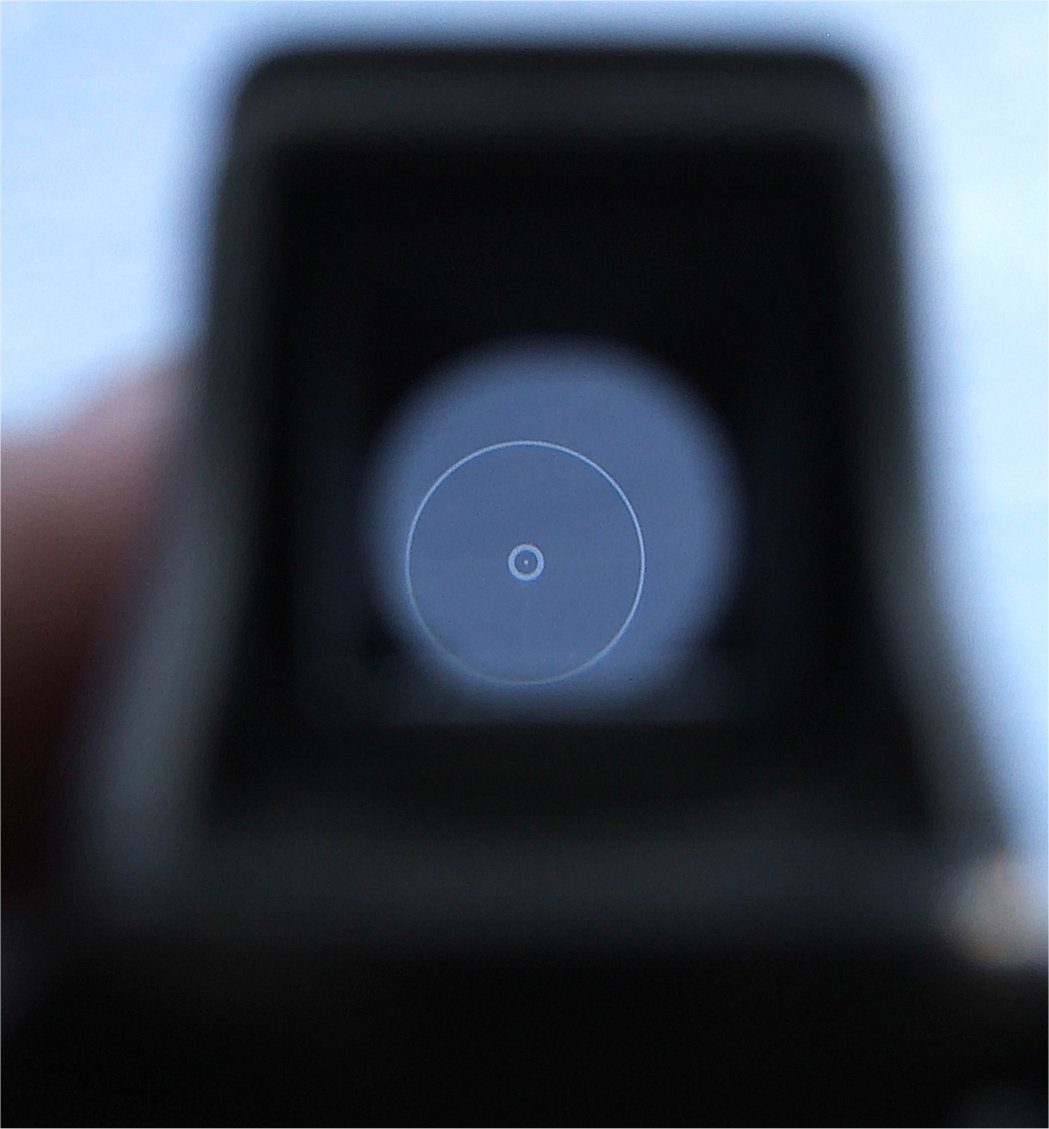
標準装備のMC-10-80光学照準器

P90（プロジェクト90）は通常の短機関銃とは違い、既存の拳銃弾を使用せず、小型化されたライフル弾のような形状の専用弾薬を使用する新しい形態の火器として1980年代末に開発され、「PDW（Personal Defence Weapon：個人防衛火器）」という分類で発表された。
発表当初は機械化部隊や後方部隊など、装備や任務の面から自動小銃などを標準装備しない、あるいは装備し辛い環境にある兵士が、後方浸透してきた敵の破壊活動などにも対処できる軽便で強力な自衛用火器とされていた。しかし、冷戦終結後に対テロ戦争が増加し、近距離での戦闘に適した火器の需要が高まった事から、むしろ建物などの閉鎖空間において活動する各種特殊部隊用の火器として位置づけられて来ている。
PDWという概念が浸透していない事から、短機関銃の一種として分類される場合もある。また、現在ではメーカー自身もサブマシンガン（短機関銃の意）と呼んでいる。
なお、プロトタイプは製品版のブルパップ方式とは大きく異なり、大型のトリガーとグリップが銃身の真後ろ（トリガーに関しては銃身より上に位置）に位置していた特徴的な形状だった。弾倉ならびに装填方式は製品版と共通している。

## 特徴
機関部がグリップと引き金より後方に位置するブルパップ方式を採用しており、全長に占める銃身が長く、集弾性に貢献している。

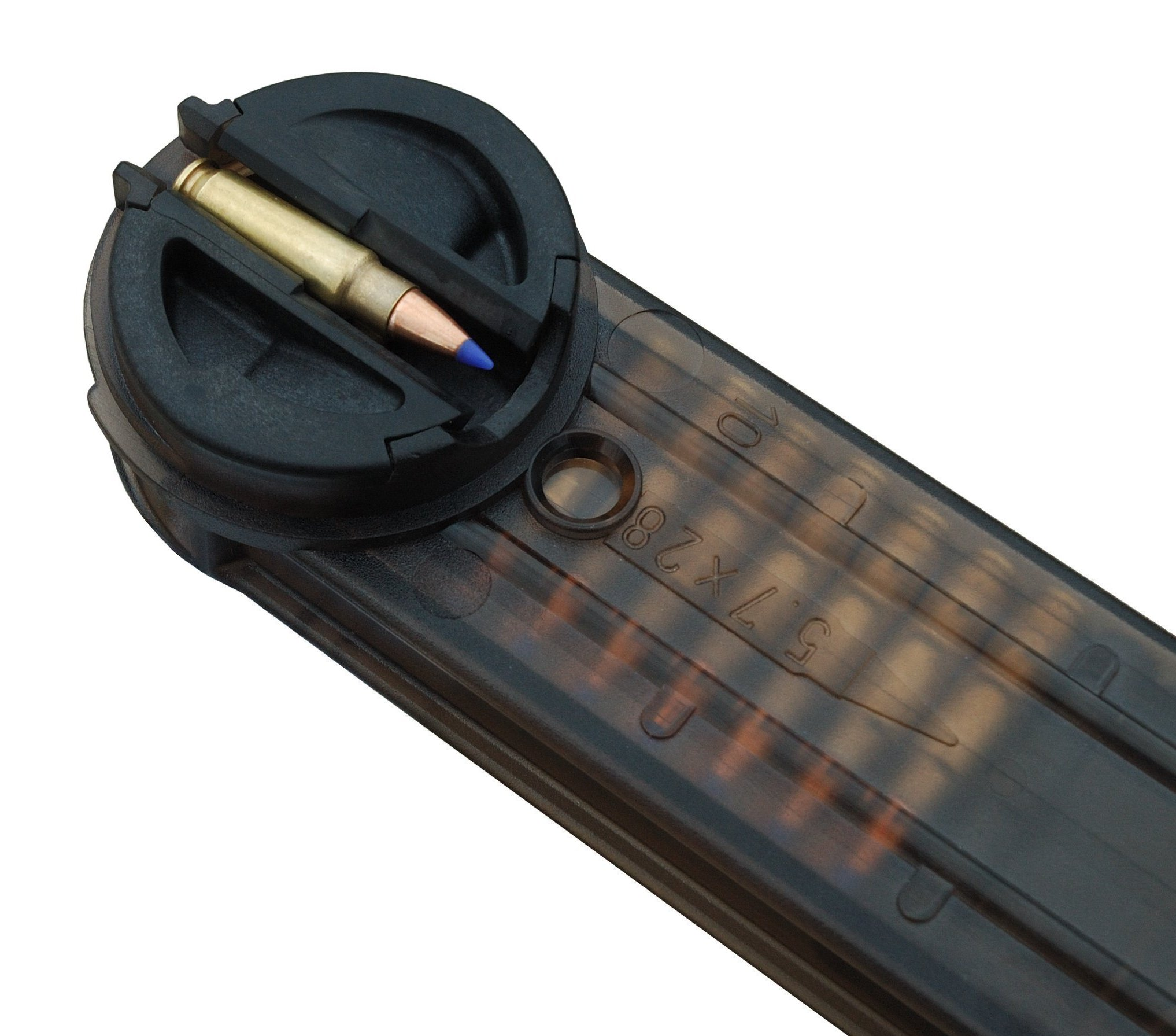
P90独特の弾倉で50発装填できる

半透明プラスチック製弾倉を銃の上に平行に装着する。弾薬は銃に対して横向きに保持されていて、装填直前の弾倉内で90度回転し前方を向く。これにより、短機関銃としては多い50発の装弾数を実現したが、従来の火器とは位置や取り付け動作が大きく異なり、迅速な弾倉交換には熟練を要するため、同様のスタイルはあまり普及していない。後発のH&K MP7のように似たコンセプトの銃でも、銃の下面から縦に弾倉を挿す拳銃や短機関銃に近い構造のものが多い。
左右持ち替えを考慮し、チャージングハンドルおよびセレクターレバーはどちらからでも操作できるようになっている。マガジンキャッチや、後述の非常用照準器も同様である。また、排莢も本体下部にある排莢口から下に向けて行う。射手の利き手を選ばない利点がある一方で、空薬莢は下に排出されるため、射手の足元に落ちたものを踏んで転倒などを誘発する欠点にもなるとされる。
円盤形のセレクターレバーは水平に回転させて安全、セミオート、フルオートを切り替える。フルオートに切り替えた状態でも引き金を浅く引けば単発射撃で止まり、深く引き切るとフルオート射撃になる。機関部ユニットは銃の最後尾に内蔵され、ハンマーやシアーなどほとんどの部品が強化プラスチック製である。
一般的なP90のモデルはドットサイト標準装備だが、ドットサイトの代わりに上部にピカティニー・レールがついたTR モデル、ドットサイトを標準装備しているが側面にはピカティニー・レールが装着されているモデルなども存在する。ドットサイト取り付け部の左右には簡素な非常用照準器が設けられている。

### 弾薬

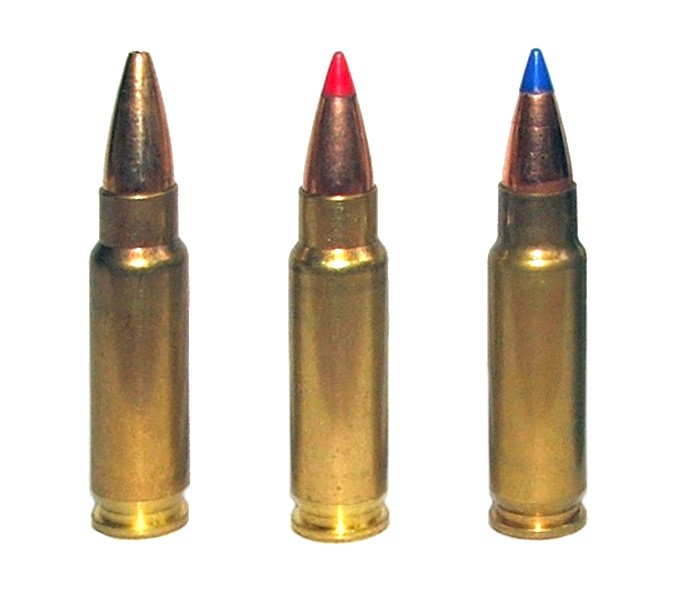
5.7x28mmスポーツ弾。左から順番にSS195LF, SS196SR, SS197SR

既存の短機関銃のような拳銃弾ではなく、新規開発された5.7x28mm弾を使用する。これは、弾頭先端の尖ったボトルネック構造で、小銃用実包をそのまま縮小したような形状となっている。同じ弾薬を使用する拳銃として、FN Five-seveNが製造されている。一方ライバルのH&K MP7のサイドアームとして作られたH&K P46は十分な性能を得られないという理由で白紙になっている。
5.7x28mm弾は小口径で、弾頭も軽量なため単純な破壊力はライフル用弾薬に劣るが、初速が高く運動エネルギーを狭い範囲に集中させることから、剛体に対してはライフル弾並みの貫通力を発揮し、150メートル先のボディアーマー（NIJ規格レベルIIIA以下のもの）を貫通する。
弾丸の構造と比重から、人体などの軟体に着弾した場合は内部で弾頭が乱回転して貫通せずに周辺の組織を大きく破壊するため、ストッピングパワーに優れるとされる。目標内で弾丸が停止することは、跳弾や貫通弾による人質や周囲の物品への二次被害防止に繋がっている。
弾薬の火薬量は拳銃並みであり、弾頭重量の軽さから反動は少なく、FN社は9x19mmパラベラム弾弾薬の60%程度まで反動を軽減したとしている。『月刊Gun』誌のレポートでは.22LR弾を僅かに上回る程度と評している。

### 実績
在ペルー日本大使公邸占拠事件において、ペルー軍突入部隊の一部がこの銃を使用した。これは、FN社から宣伝用に無償提供された物とも言われている。この事件の中継の際に本銃が映り、有名となった。

## バリエーション
FN PS90H
フルオート機能を排除し、発射速度の抑制と、弾丸の貫通力を下げたP90の民間モデル。

## 採用国

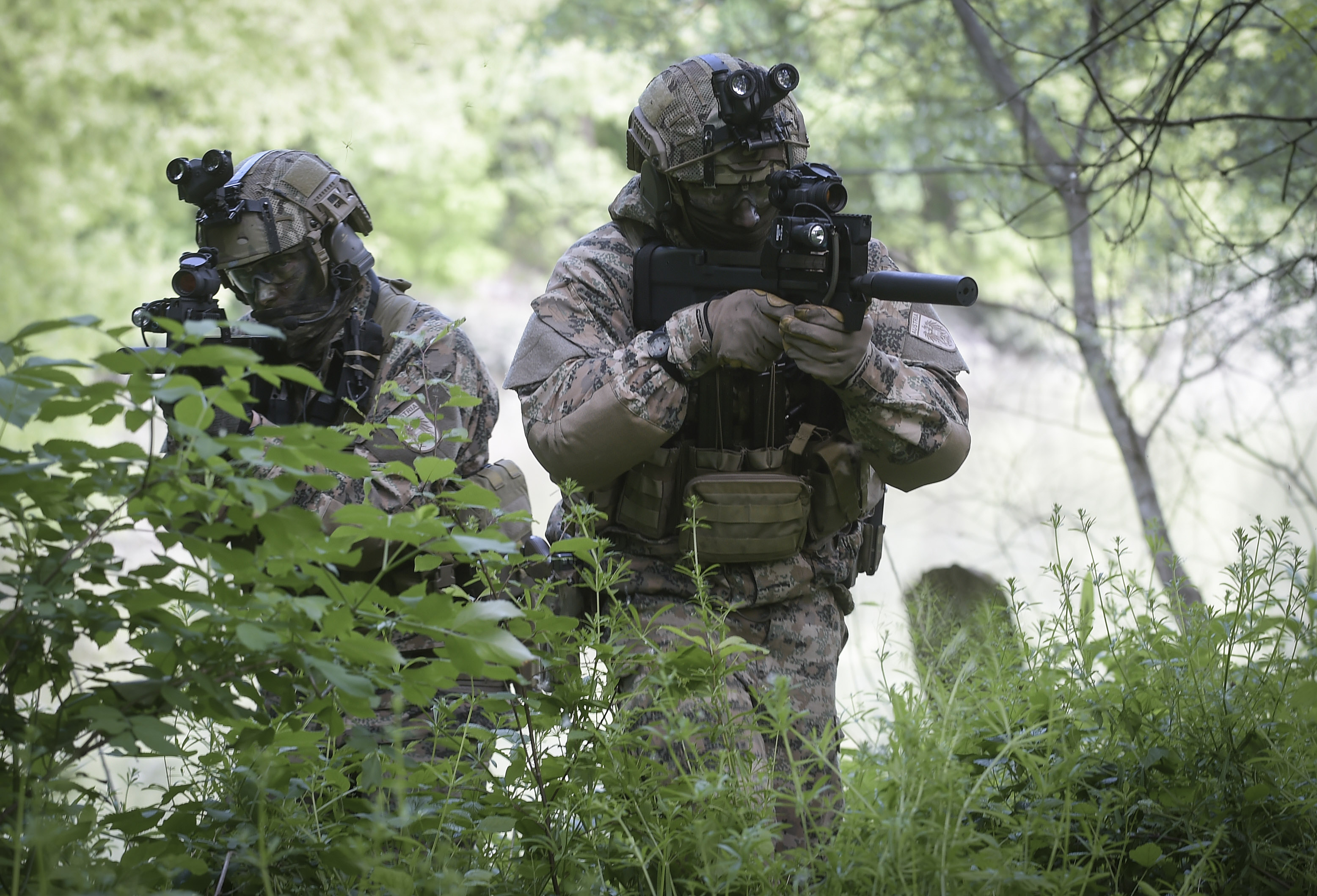
P90を構えるオーストリア陸軍のヤークトコマンド隊員

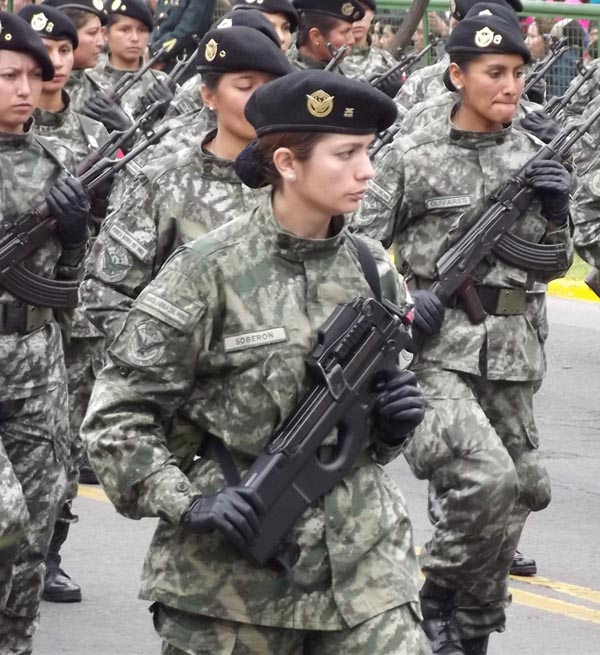
P90を所持して行進するペルー空軍の女性兵士

- ベルギー
- フランス
- イギリス
- アイルランド
- オーストリア
- イタリア
- オランダ
- ポーランド
- ポルトガル
- ギリシャ
- スペイン
- キプロス
- アメリカ合衆国
- カナダ
- メキシコ
- パナマ
- ペルー
- チリ
- アルゼンチン
- モロッコ
- マレーシア
- シンガポール[注釈 1]
- インドネシア
- フィリピン
- インド
- レバノン
- パキスタン

## 登場作品
本銃は、その特徴的な形状から多くのゲームやアニメに登場しており、最も知名度の高い短機関銃となったのではないかとの意見もある。